# エミレーツ・クラブ・スタジアム
エミレーツ・クラブ・スタジアム(アラビア語: ملعب نادي الإمارات、英: Emirates Club Stadium)は、アラブ首長国連邦のラアス・アル＝ハイマにある多目的スタジアムである。

## 概要
1969年に設立された。収容人数は4,830人。主にサッカーの試合に用いられ、UAEリーグに所属するエミレーツ・クラブがホームスタジアムとして使用している。
2012年、AFC U-19選手権2012の会場として使用される。

## 交通アクセス
ラアス・アル＝ハイマ国際空港よりタクシーで約10分。